# 川原田優華
川原田 優華（かわはらだ ゆうか、1997年1月28日 - ）は、鹿児島県を拠点に活動する日本の女性ローカルタレント及び介護職員（介護福祉士）。
南日本放送のMBCタレントの一員である。MISS NADESHIKO NIPPON 2021 鹿児島県代表及びファイナリスト。

## 来歴
鹿児島県鹿屋市出身。2009年鹿屋市立西原台小学校を卒業し鹿屋市立第一鹿屋中学校へ進む。
鹿屋市立鹿屋女子高等学校在学中の2015年、高校生ミュージカル「ヒメとヒコ」（第8回公演）のキャストを務める。
その後、鹿児島国際大学に進学、学業の傍ら「薩摩剣士隼人」ショーのMC（おねえさん）や「かごしままちなかおもてなし隊」、「薩摩こんしぇるじゅ。」等として活動する。
大学では介護福祉士の資格等を取得し、2019年3月卒業。
2019年4月から2021年3月31日にかけて、MBCラジオのラジオカーリポーター「ポニーメイツ」（43期 - 44期生）として活動。
その後もMBCタレントとして活動しているが、それと並行して介護福祉士の資格を生かす形で、2022年2月より特別養護老人ホームに勤務しているという。

## 人物・エピソード
- 愛称は「せんげんでん」（『川原田』を音読みで読み替えたもの[13]）「げんちゃん」[13]「ゆうちゃん」等。
- タレント業を生業にしようと思ったきっかけの1つとして、大学在学中特別養護老人ホームでの実習中に、入居者が居室においてポケットラジオでラジオを聴いていたことを挙げている[9]。
- 曾祖父母（曾祖父は故人《満100歳没[14]》。2021年現在[15]曾祖母は存命。鹿児島県肝属郡肝付町在住）と仲が良く[9]、よくSNS等で曾祖母のことを話題にすることがある。彼女の家系には他にも長命の者が多いらしく、祖母曰く、乳児期には当時存命であった高祖母にも会っている[17]らしい。

## 出演番組等
2023年8月現在

### ラジオ
MBCラジオ
- ふくしのラジオ
- ポニーのタウン情報
- 平和の花束
- Morning Smile
- Music Express

等

### テレビ
MBCテレビ
- たわわのわ（2021年6月6日 - ）
  - 基本の衣装はオーバーオール。池ノ上里穂と入れ替わりで隔週出演。

以下いずれも不定期出演。
- かごしま4
- てゲてゲ
- どーんと鹿児島
- てゲてゲーミング（ポニー時代の2020年12月3日・12月10日・12月17日にも出演歴有[18]）

等